# Gibraltarklippen
Gibraltarklippen er en monolit af kalksten, der danner den odde, hvorpå Gibraltar ligger. Gibraltar er beliggende på den Iberiske Halvø, hvor den grænser op til Spanien; selve klippen er på det højeste sted 426 m høj. Det meste af Gibraltarklippen er udlagt som naturreservat, hvor der lever omkring 250 berberaber. Disse aber er sammen med det labyrintagtige netværk af tunneller i området en stor turistattraktion, der tiltrækker talrige besøgende hvert år. 
Gibraltarklippen var den ene af Herkules' Søjler og var i antikkens Rom kendt som Mons Calpe, hvor den anden søjle var Monte Hacho (Mons Abyla) på den afrikanske side af Gibraltarstrædet. I oldtiden markerede de to punkter grænsen for den kendte verden, en myte oprindeligt fostret af fønikerne.

## Geologi
Gibraltarklippen er en monolitisk odde, der er en stærkt eroderet og voldsomt forkastet kant af en foldning, hvor de sedimentære lag er vendt helt rundt. Det betyder, at de ældste lag på klippen ligger over de yngste lag. Disse lag er Catalanske Bugt-skiferformationen (yngst), Gibraltar-kalkstenlaget, Lille Bugt-skiferformationen (ældst) samt Skibsværft-skiferformationen (ukendt alder). På disse lag ses tydeligt forkastningerne og deformeringer.
Den Catalanske Bugt-skiferformation består, som navnet siger, primært af skifer. Man finder også store klumper af brun kalkholdig sandsten, blødt skiferholdig sandsten med indlejret blålig-sort limsten eller grøn-grå mergel blandet med mørkegrå hvidflint. Denne formation indeholder også pigge fra uidenficerede søpindsvinearter og forsteninger af uddøde blækspruttearter (Belemnitida) samt enkelte ammonitter fra den tidlige juraperioden.
Gibraltar-kalkstenlaget består af gråhvide eller bleggrå, kompakte og sommetider fint krystalliserede, medium til tykke lejer af kalksten og dolomit, der stedvist kan indeholde tynde lag af hvidflint. Dette lag udgør omkring trefjerdedele af Gibraltar-klippen. Geologer har fundet forskellige havdyrsforssiler, der oftest er i dårlig stand og kraftigt påvirket af erosionen. Blandt fossilerne her har man identificeret armfødder, koraldyr, dele af søpindsvin, snegle (herunder ammonitter), muslinger og stromatolitter. Disse fossiler indikerer, at Gibraltar-kalkstenlaget stammer fra den tidlige juraperiode.
Lille Bugt- og Skibsværft-skiferformationerne udgør kun en meget beskeden del af Gibraltarklippen. Lille Bugt-formationen består af en mørkeblå-grå, fossilfri skifer afvekslende med lag af forskellige slags sandsten og lersten. Dette lag er ældre end Gibraltar-kalkstenlaget. Skibsværft-formationen består af broget skifer af ukendt alder beliggende under Gibraltars skibsværft og kystbevaringsforanstaltningerne.
Disse geologiske formationer blev afsat tidligt i juratiden, for omkring 175-200 millioner år siden, da den Afrikanske Plade stødte kraftigt sammen med den Eurasiske Plade. Middelhavet blev på det tidspunkt en sø, der med tiden, i slutningen af miocæn, tørrede ud. Derpå skete der det, at Atlanterhavet gennembrød den vestlige afgrænsning af den udtørrede Middelhavs-sø i det, der nu er Gibraltarstrædet, og den følgende oversvømmelse skabte det nu kendte Middelhav. Klippen er en del af Cordilleras Béticas, en bjergkæde der præger det sydøstlige af den Iberiske Halvø.
Nu om dage danner Gibraltarklippen en halvø, der som en odde stritter ud i Gibraltarstrædet fra Spaniens sydkyst. Odden er forbundet med kontinentet ved en sandet tombolo, der ikke er højere en 3 m over havet. Mod nord rejser klippen sig lodret fra havets overflade til en højde af 411,5 m ved Rock Gun Battery. Det højeste punkt på 426 m finder man ud for O'Hara's Battery. Den centrale top, Signal Hill, er 387 m høj og ligger mellem de to andre toppe. De klintlignende sider langs den østlige side af klippen falder stejlt ned til en række vindomsuste sandskråninger, som stammer fra mellemistiden, hvor vandstanden i havene var lavere end nu, og en sandskråning strækker sig desuden mod øst fra foden af klippen. Sammenlignet med østsiden er vestsiden af klippen, hvor byen Gibraltar ligger, noget mindre stejl. 
Kalken, der er hovedbestanddelen i kalksten, opløses langsomt af regnvand. I tidens løb er denne proces med til at danne huler. Derfor finder man over hundrede huler i Gibraltarklippen. St. Michaelshulen halvvejs oppe af den vestlige  skråning på klippen er den bedst kendte og et populært turistmål. 
Gorhamhulen findes nær havoverfladen på den stejle østside af klippen. Den er bemærkelsesværdig, på grund af at arkæologiske udgravninger her har bragt bevis for, at neandertalere brugte den så tidligt som for 35.000 år siden. Særligt betydningfuldt er fundene af rester af planter og dyr i hulen (samt tæt herpå), der viser at neandertalerne indtog en meget varieret kost.

## Befæstning

### Den mauriske borg
Den mauriske borg er en ruin fra den mauriske besættelse af Gibraltar, som varede i 710 år. Den blev opført i 711, da den berberhøvdingen Tariq ibn Ziyad først ankom til klippen, der stadig på arabisk bærer hans navn (Jabal Tariq). I det 17. århundrede skrev den muslimske historiker Al-Maqqari, at efter at Tariq var gået i land, brændte han sine skibe. 
Den mest markante del af ruinen er Hyldesttårnet (Tower of Homage), en massiv bygning opført af mursten og meget hård beton kaldet "tapia". Den øverste del af tårnet husede de tidligere besætteres boliger og mauriske bade.

### Gallerier
En enestående attraktion ved klippen er dens system af underjordiske gange, der kaldes Gallerierne eller den Store Belejringstunnel.
Den første af disse gange blev udgravet mod slutningen af den store belejring af Gibraltar, som fandt sted i perioden 1779-83. General Eliott, senere kendt som lord Heathfield, som var øverstbefalende over garnisonen under belejringen, var meget interesseret i at etablere flankebeskydning af de spanske batterier på sletten nord for klippen. Efter et forslag fra sergent  Ince fra de kongelige ingeniørtropper lod han bore en tunnel fra et punkt oven for Willis Batteri for at gøre det muligt at kommunikere med det naturlige fremspring, der er mod nord. Planen var at opstille et batteri der. I første omgang var der ikke planer om at etablere skydeskår i tunnellen, men man fandt det nødvendigt at lave et hul til ventilation. Så snart det var lavet, blev der opstillet en kanon der, og da belejringen var ovre, havde briterne skabt seks sådanne skydeskår og opstillet fire kanoner.
De Gallerier, som turisterne nu kan bese, følger samme ide, men er nogle år yngre, idet de var færdige i 1797. Gallerierne består nu af et system af gange, tunneller, rum og skydeskår, og gangene er i alt 304 m lange. Fra skydeskårene har man en række enestående udsigter til Gibraltarbugten, tangen og Spanien. 

### Anden verdenskrig og årene derefter
Da anden verdenskrig brød ud i 1939, evakuerede myndighederne civilbefolkningen i Gibraltar til Marokko, Storbritannien, Jamaica og Madeira, så militæret kunne befæste Gibraltar mod et muligt tysk angreb. I 1942 var der efterhånden over 30.000 britiske soldater, marinere og flyvere stationeret på klippen. De udvidede tunnelsystemet og udviklede Gibraltarklippen til en hjørnesten i forsvaret af skibsruterne til Middelhavet.
I februar 1997 blev det offentlig kendt, at briterne havde en hemmelig plan kaldet operation Tracer, der gik ud på, at man ville holde en gruppe soldater skjult i tunnellerne under klippen, hvis tyskerne skulle besætte den. Gruppen i hulerne skulle have radioudstyr, med hvilket de skulle rapportere om fjendtlige bevægelser. Et hold på seks mand ventede i hemmelighed to et halvt år i Gibraltar på at gennemføre denne opgave, men tyskerne kom aldrig i nærheden af at indtage klippen, så de seks mand blev aldrig lukket inde. I stedet blev de hjemsendt til en civil tilværelse, da krigen sluttede. 

### Den uindtagelige klippe
I tidens løb har Gibraltarklippen været belejret i flere omgange og ofte i årevis uden at blive indtaget. Derfor opstod der historien om, at klippen og dens folk aldrig kunne indtages, og det udviklede sig til udsagnet "fast som Gibraltarklippen", som blev brugt om en person eller en situation, der ikke kan overvindes, og som ikke svigter. Mottoet for det kongelige regiment i Gibraltar og også for hele Gibraltar er "Nulli Expugnabilis Hosti" (latin for "Ingen fjende skal jage os bort"), hvilket afspejler denne uovervindelighed.

## Upper Rock Nature Reserve
Omkring 40% af Gibraltars areal blev gjort til naturreservat i 1993.

### Flora og fauna
Floraen og faunaen i Upper Rock Nature Reserve er bevaringsværdig og beskyttet af loven. Her finder man en række dyre- og plantearter, hvoraf de mest kendte er berberaben, berberhønen og blomster som fuglegræs, timian og Gibraltar-Sløjfeblomst. Berberaberne stammer muligvis fra en transport af afrikanske dyr til Spanien, hvorunder de kan være undsluppet. Alternativt kan de være de sidste individer af en population, der vides at have eksisteret over større dele af Sydeuropa under pliocæn (tilbage til for omkring 5,5 millioner år siden). Nogle af dyrene på klippen er udsat fra Alameda Wildlife Conservation Park, som har tre aber. 

### Fugleliv
Gibraltarklippen beliggende på det markante næs i Gibraltarstrædet tiltrækker talrige trækfugle i træksæsonerne. Beplantningen på klippen, der er speciel for den Iberiske Halvø, udgør et stop på flyveturen for mange fuglearter, som hviler og indtager føde, inden de fortsætter deres tur over havet og ørkenen om efteråret. Om foråret stopper de ligeledes op for at restituere, inden de fortsætter deres rejse mod nord, rejser der kan føre dem så langt som til Grønland eller Rusland.
Klippen er blevet udpeget som vigtigt fugleområde af BirdLife International på grund af den flaskehals, som trækruterne samles om. Heriblandt krydser omkring 250.000 trækfugle årligt strædet ved Gibraltarklippen. En anden årsag til udpegningen er, at det er rugested for berberhøner og rødfalke. 